# Raymond Paley
Raymond Paley, celým jménem Raymond Edward Alan Christopher Paley (7. ledna 1907, Bournemouth – 7. dubna 1933, Banff), byl anglický matematik. Zabýval se především teorií grafů a matematickou analýzou.
V teorii grafů je známý koncept Paleyova grafu, s čímž souvisí tzv. Paleyova konstrukce Hadamardovy matice. V matematické analýze se zabýval především harmonickou analýzou a Fourierovým řádem, kde spolupracoval s Antonim Zygmundem. V těchto oblastech jsou po něm pojmenovány Paleyova-Wienerova věta a Paleyova-Zygmundova nerovnost. Společně s Johnem Edensorem Littlewoodem pracoval na metodách aplikace technik reálné analýzy v komplexní analýze. Tyto metody jsou dnes známé jako Littlewoodova-Paleyova teorie. Spolupracoval také s Georgem Pólya.
Payley zahynul 7. dubna 1933, kdy ho při lyžování nedaleko Banffu v Kanadě zavalila lavina.